# 亚加诺沃农村居民点
亚加诺沃农村居民点（俄语：Ягановское сельское поселение）是俄罗斯联邦沃洛格达州切列波韦茨区所属的一个农村居民点。其下辖有35个居民点，行政中心为亚加诺沃。据2015年统计，该农村居民点的人口为1046人。